# Burn the Witch
Burn the Witch är det brittiska rockbandet Stone Gods första EP. Den släpptes den 25 februari 2008 genom bandets eget skivbolag Stone God och spelades in i gitarristen Dan Hawkins egen studio.
Burn the Witch släpptes i endast 200 exemplar och sålde slut under första dagen. EP:n nådde plats 166 på den brittiska singellistan.

## Låtlista
1. "Burn the Witch" – 4:46  - (Hawkins, Edwards, Graham, MacFarlaine)
2. "You Brought a Knife to a Gunfight" – 3:07 - (Hawkins, Edwards)
3. "Breakdown" – 3:23 - (Hawkins)
4. "Heartburn" – 3:15 - (Hawkins)

## Medverkande
- Ed Graham - trummor
- Dan Hawkins - gitarr, kör
- Toby MacFarlaine - bas, kör
- Richie Edwards - sång, gitarr

## Listplaceringar
| Plac. | Land           | Antal veckor |
| ----- | -------------- | ------------ |
| 166   | Storbritannien | 1 vecka      |